# Thaleria sajanensis
Thaleria sajanensis är en spindelart som beskrevs av Kirill Yeskov och Yuri M. Marusik 1992. Thaleria sajanensis ingår i släktet Thaleria och familjen täckvävarspindlar. Inga underarter finns listade i Catalogue of Life.